# Otto Bihler Maschinenfabrik
Die Otto Bihler Maschinenfabrik GmbH & Co. KG ist ein Maschinenbauunternehmen aus Halblech in Bayern. Das 1958 gegründete Familienunternehmen ist auf Stanzbiege-, Schweiß- und Montagetechnik spezialisiert.

## Geschichte

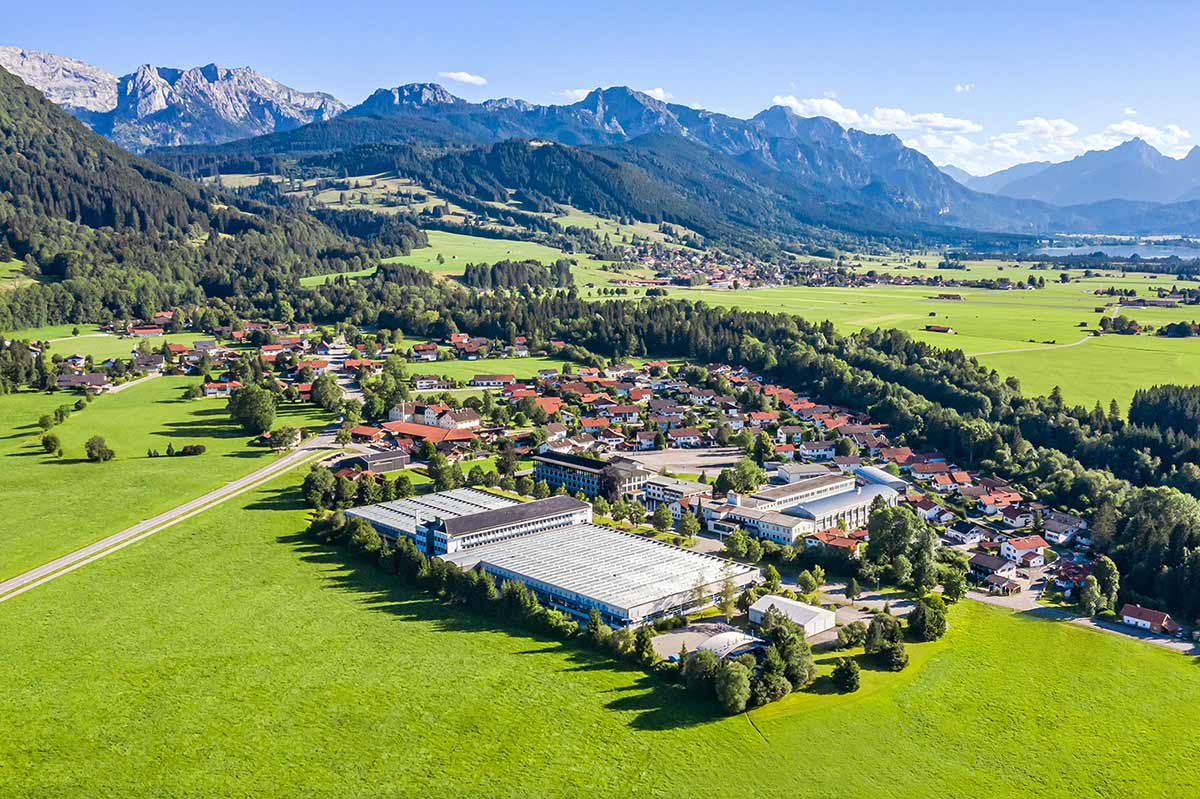
Bihler Firmensitz in Halblech, Ostallgäu

Der Flugzeugmechaniker Otto Bihler entwickelte Anfang der 1950er-Jahre den Federwindeautomaten UFA, den er 1953 auf den Markt brachte. 1956 folgte der weltweit erste Stanzbiegeautomat RM 25, der 1957 auf der Hannover Messe vorgestellt wurde. Die Maschine hatte eine in die Senkrechte verlegte Arbeitsfläche mit mehreren kreisförmig angeordneten Umformaggregaten, womit sich Bauteile aus Draht oder Bandmaterial produktiv und kostengünstig in hoher Qualität mit nur mehr einer Maschine herstellen ließen. Dieses Prinzip setze sich schnell in der Branche durch, sodass seit Ende der 1950er-Jahre für entsprechend gefertigte Drahtbauteile der Gattungsbegriff „Bihler-Teil“ geläufig ist und das Verfahren in der Literatur als „System Bihler“ beschrieben wird. Drahtverarbeiter und Stanzereien vorwiegend aus Norditalien, Frankreich und Deutschland setzten den RM 25 Ende der 1950er-Jahre in ihrer Produktion ein. Der Erfolg veranlasste Bihler dazu, 1958 die Otto Bihler Maschinenfabrik KG zu gründen. Das junge Unternehmen zog in ein Fabrikgebäude in Halblech, wo sich noch heute der Hauptstandort des Unternehmens befindet. In den 1970er-Jahren begann Bihler zu expandieren und richtete in Füssen ein Zweigwerk ein. 1976 wurde die erste Tochtergesellschaft Bihler of Ameria, Inc. in North Branch im US-Bundesstaat New Jersey gegründet. In den folgenden Jahren expandierte Bihler weiter und richtete Standorte auf allen Kontinenten ein.
1987 präsentierte das Unternehmen die weltweit erste CAD-Software, die speziell für die Konstruktion von Stanzbiegemaschinen entwickelt wurde. Das Fabrikgebäude am Hauptstandort Halblech wurde 1998 durch einen Neubau ergänzt, in dem die Bereiche Maschinen- und Werkzeugkonstruktion, Werkzeugbau und Werkzeugmontage untergebracht wurden. 2000 stellte Bihler das elektronische kurvenscheibengesteuerte CNC-Umformsystem BIMERIC BM 306 vor. Zehn Jahre später folge das System BIMERIC BM 1500. 2012 wurde das System durch den Servostanzbiegeautomaten GRM-NC ergänzt. Darauf folgte 2018 das LEANTOOL-System, mit dem standardisierte Neuwerkzeuge für Stanzbiegeteile und Folgeteile entwickelt werden können. Im Folgejahr wurde die Otto Bihler Maschinenfabrik als eines von Deutschlands 100 zukunftsorientiertesten und innovativsten mittelständischen Unternehmen ausgezeichnet. Bereits 2011 hatte Bihler den Deutschen Innovationspreis für die Entwicklung des Schmalband-Umform-Laserschweiß-Verfahrens gewonnen. Bihler blieb auch von der Corona-Krise nicht verschont und musste seine Mitarbeiter 2020 in Kurzarbeit schicken. 2022 präsentierte das Unternehmen zwei neue Linearmaschinen, die LM 2000-KT und LM 2000-NC.

## Unternehmenskennzahlen
Die Otto Bihler Maschinenfabrik beschäftigt rund 1100 Mitarbeiter (Stand 2021); 2013 hatte das Unternehmen 810 Mitarbeiter, davon rund 10 % Ingenieure. Im Jahr 2020 erzielte das Unternehmen einen Umsatz in Höhe von 124 Mio. EUR und konnte einen Gewinn von 6 Mio. EUR verbuchen.

## Produkte

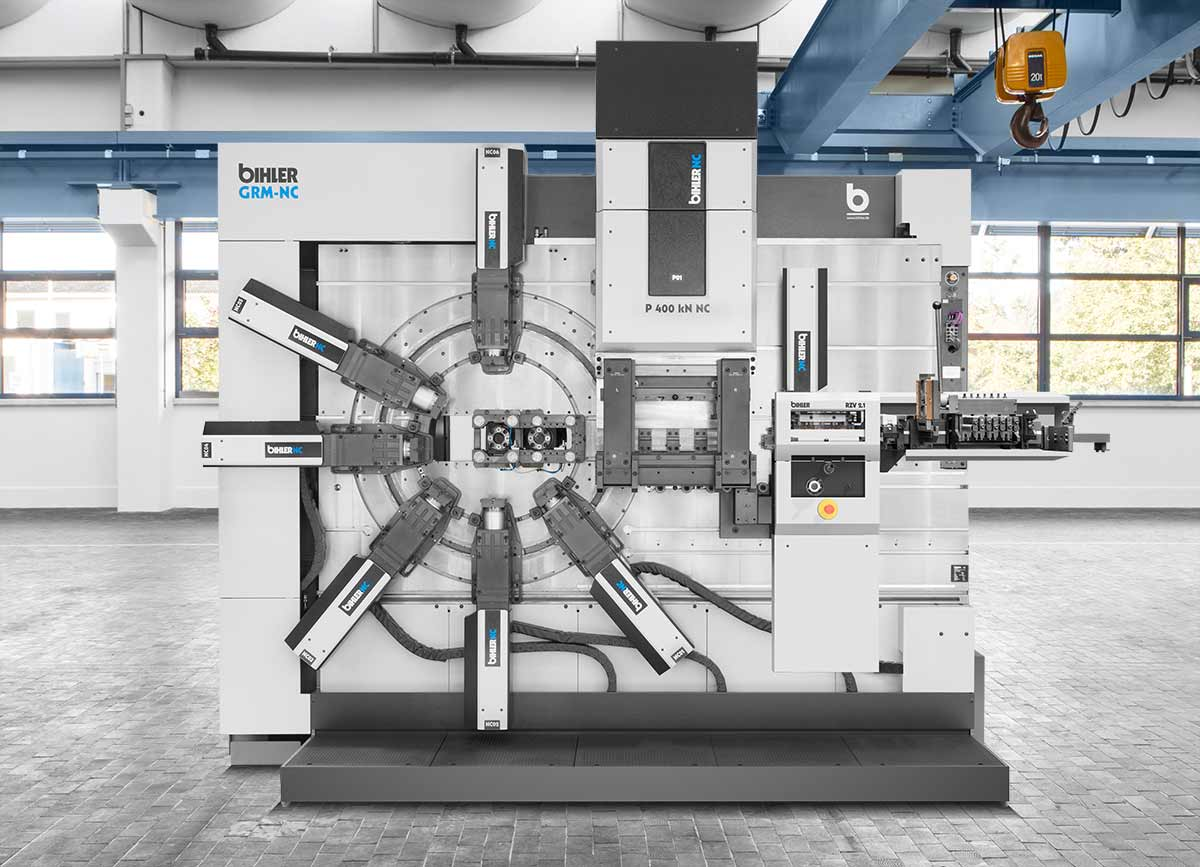
Stanzbiegemaschine GRM NC Radial

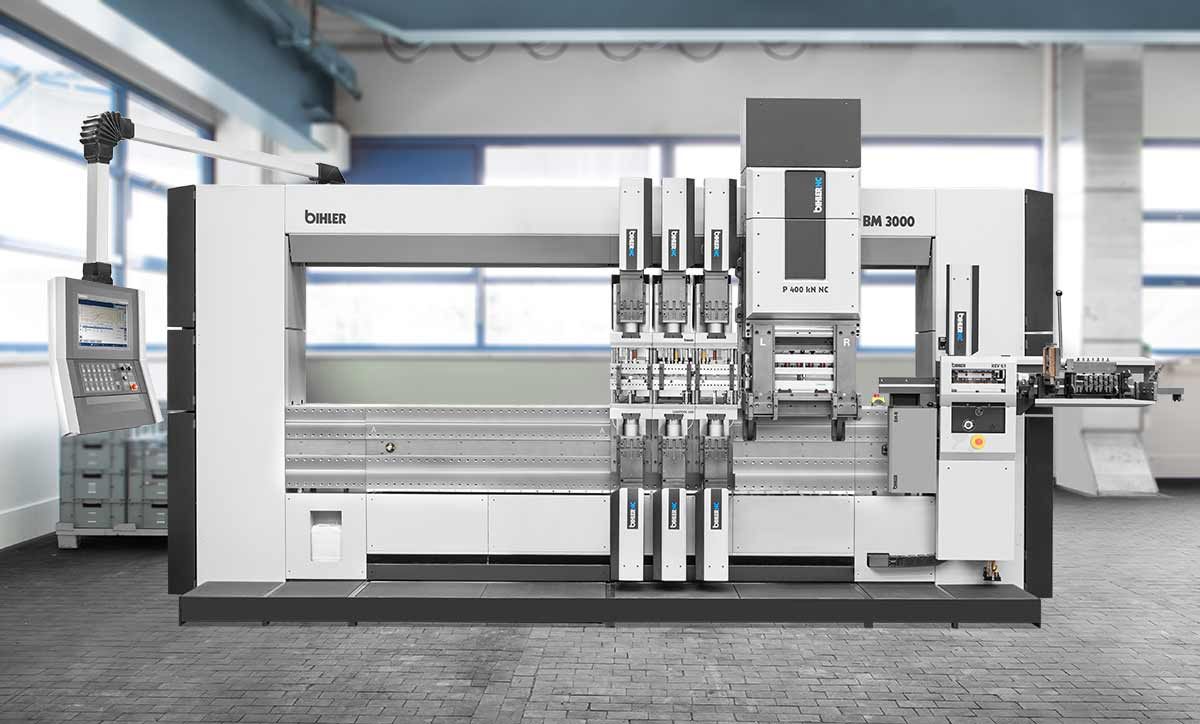
Stanzbiegemaschine Bimeric Modular

Bihler bietet unter anderem folgende Produkte an:
- Mechanische und servogesteuerte Stanzbiegeautomaten sowie Produktions- und Montagesysteme
- Prozessmodule zum Schweißen, Gewindeformen, Schraubenfügen, Bauteilhandling etc.
- Steuerungstechnik für Maschinen und Prozesse
- Komplette Automationslösungen
- Technologie-Konstruktionssoftware

Das System BIMERIC hat einen modularen Aufbau, der die Zusammenstellung verschiedener Maschinen ermöglicht. Bihler verknüpft dabei „standardisierte Baukastenelemente mit Lösungen des Sonderwerkzeugbaus“, sodass das Unternehmen „von der Standardmaschine bis zur individuellen Komplettlösung“ eine Vielzahl von Maschinen anbieten kann. Seit der Unternehmensgründung konnte das Unternehmen mehr als 12.000 kundenspezifische Fertigungslösungen realisieren.
Das Bihler Multicenter MC 82 ist ein Beispiel für ein Maschinensystem zur Kombination von Stanzen, Umformen, Montieren, Gewindeschneiden, Schrauben oder Schweißen. Mit Bihler-Maschinen lassen sich etwa unscheinbare Bauteile aus Draht wie etwa Kontaktfedern hochpräzise herstellen. Die dabei erreichbaren Taktraten variieren von Maschine zu Maschine. Der Stanz-Biegeautomat RM 40 beispielsweise erreicht Taktraten von 350/min, wohingegen der Stanzbiegeautomat GRM 80 E Taktraten von 200/min erreicht.